# Helmond Sport
L'Helmond Sport è una società calcistica olandese con sede nella città di Helmond, nel Brabante Settentrionale. Il club fu fondato il 27 luglio 1967 come una costola dell'Helmondia '55, che era fallito.

## Storia
L'Helmond Sport partì dalla terza divisione. Dopo un solo anno il club fu promosso in Eerste Divisie, dove vinse il titolo nel 1982 e furono promossi in Eredivisie. L’avventura nella massima divisione dura solo due anni, retrocedendo di nuovo al termine della stagione 1983-84. La stagione seguente, in Eerste Divisie, vide l'Helmond Sport raggiungere la finale di KNVB Cup, persa contro l'Utrecht. L'Helmond Sport fu vicino alla promozione in Eredivisie nei play-off della stagione 2004/2005: il club stava vincendo la finale dei play-off contro lo Sparta Rotterdam per 1-0 grazie ad un gol al 59º minuto di Nyron Wau, ma negli ultimi 20 minuti Riga Mustapha (73') e Rachid Bouaouzan (90+1') segnarono l'1-1 e l'1-2 e lo Sparta fu promosso. Il club milita tuttora nella Eerste Divisie.

## Rosa 2024-2025
| N. |                        | Ruolo | Calciatore           |
| -- | ---------------------- | ----- | -------------------- |
| 1  | Paesi Bassi (bandiera) | P     | Wouter van der Steen |
| 2  | Paesi Bassi (bandiera) | D     | Bram van Vlerken     |
| 3  | Belgio (bandiera)      | D     | Flor Van den Eynden  |
| 4  | Germania (bandiera)    | D     | Pius Krätschmer      |
| 6  | Germania (bandiera)    | C     | Michel Ludwig        |
| 7  | Belgio (bandiera)      | C     | Joseph Amuzu         |
| 8  | Norvegia (bandiera)    | C     | Hakon Lorentzen      |
| 9  | Paesi Bassi (bandiera) | A     | Martijn Kaars        |
| 10 | Belgio (bandiera)      | C     | Arno Van Keilegom    |
| 11 | Paesi Bassi (bandiera) | C     | Peter van Ooijen     |
| 14 | Paesi Bassi (bandiera) | A     | Mohamed Mallahi      |
| 15 | Paesi Bassi (bandiera) | D     | Doke Schmidt         |
| 17 | Belgio (bandiera)      | D     | Bryan Van Hove       |

| N. |                        | Ruolo | Calciatore            |
| -- | ---------------------- | ----- | --------------------- |
| 19 | Grecia (bandiera)      | C     | Giannīs-Foivos Mpotos |
| 20 | Slovenia (bandiera)    | C     | Enrik Ostrc           |
| 21 | Belgio (bandiera)      | P     | Robin Mantel          |
| 22 | Paesi Bassi (bandiera) | C     | Elmo Lieftink         |
| 23 | Paesi Bassi (bandiera) | P     | Ramón ten Hove        |
| 24 | Paesi Bassi (bandiera) | C     | Joeri Schroijen       |
| 25 | Spagna (bandiera)      | C     | Álvaro Marín          |
| 27 | Belgio (bandiera)      | C     | Lucas Vankerkhoven    |
| 28 | Paesi Bassi (bandiera) | C     | Tarik Essakkati       |
| 29 | Paesi Bassi (bandiera) | C     | Michael Chacón        |
| 30 | Paesi Bassi (bandiera) | C     | Tarik Essakkati       |
| 39 | Curaçao (bandiera)     | A     | Anthony van den Hurk  |
| 47 | Belgio (bandiera)      | C     | Mohammed Amin Doudah  |

## Rosa 2023-2024
| N. |                        | Ruolo | Calciatore           |
| -- | ---------------------- | ----- | -------------------- |
| 1  | Paesi Bassi (bandiera) | P     | Wouter van der Steen |
| 2  | Paesi Bassi (bandiera) | D     | Bram van Vlerken     |
| 3  | Belgio (bandiera)      | D     | Flor Van den Eynden  |
| 4  | Germania (bandiera)    | D     | Pius Krätschmer      |
| 6  | Germania (bandiera)    | C     | Michel Ludwig        |
| 7  | Belgio (bandiera)      | C     | Joseph Amuzu         |
| 8  | Norvegia (bandiera)    | C     | Hakon Lorentzen      |
| 9  | Paesi Bassi (bandiera) | A     | Martijn Kaars        |
| 10 | Belgio (bandiera)      | C     | Arno Van Keilegom    |
| 11 | Paesi Bassi (bandiera) | C     | Peter van Ooijen     |
| 14 | Paesi Bassi (bandiera) | A     | Mohamed Mallahi      |
| 15 | Paesi Bassi (bandiera) | D     | Doke Schmidt         |
| 17 | Belgio (bandiera)      | D     | Bryan Van Hove       |

| N. |                        | Ruolo | Calciatore            |
| -- | ---------------------- | ----- | --------------------- |
| 19 | Grecia (bandiera)      | C     | Giannīs-Foivos Mpotos |
| 20 | Slovenia (bandiera)    | C     | Enrik Ostrc           |
| 21 | Belgio (bandiera)      | P     | Robin Mantel          |
| 22 | Paesi Bassi (bandiera) | C     | Elmo Lieftink         |
| 23 | Paesi Bassi (bandiera) | P     | Ramón ten Hove        |
| 24 | Paesi Bassi (bandiera) | C     | Joeri Schroijen       |
| 25 | Spagna (bandiera)      | C     | Álvaro Marín          |
| 27 | Belgio (bandiera)      | C     | Lucas Vankerkhoven    |
| 28 | Paesi Bassi (bandiera) | C     | Tarik Essakkati       |
| 29 | Paesi Bassi (bandiera) | C     | Michael Chacón        |
| 30 | Paesi Bassi (bandiera) | C     | Tarik Essakkati       |
| 39 | Curaçao (bandiera)     | A     | Anthony van den Hurk  |
| 47 | Belgio (bandiera)      | C     | Mohammed Amin Doudah  |

## Rosa 2022-2023
| N. |                        | Ruolo | Calciatore          |
| -- | ---------------------- | ----- | ------------------- |
| 1  | Paesi Bassi (bandiera) | P     | Mike Havekotte      |
| 2  | Paesi Bassi (bandiera) | D     | Bram van Vlerken    |
| 3  | Belgio (bandiera)      | D     | Flor Van den Eynden |
| 5  | Svizzera (bandiera)    | D     | David Mistrafović   |
| 6  | Belgio (bandiera)      | C     | Jarno Lion          |
| 7  | Marocco (bandiera)     | C     | Wassim Essanoussi   |
| 8  | Norvegia (bandiera)    | C     | Hakon Lorentzen     |
| 9  | Paesi Bassi (bandiera) | A     | Martijn Kaars       |
| 10 | Belgio (bandiera)      | C     | Arno Van Keilegom   |
| 11 | Paesi Bassi (bandiera) | C     | Peter van Ooijen    |
| 12 | Belgio (bandiera)      | C     | Lucas Vankerkhoven  |
| 14 | Paesi Bassi (bandiera) | C     | Marcus Scholten     |
| 15 | Germania (bandiera)    | D     | Emir Terzi          |
| 17 | Belgio (bandiera)      | D     | Bryan Van Hove      |

| N. |                        | Ruolo | Calciatore       |
| -- | ---------------------- | ----- | ---------------- |
| 18 | Curaçao (bandiera)     | A     | Jafar Arias      |
| 19 | Paesi Bassi (bandiera) | C     | Jelle Goselink   |
| 20 | Paesi Bassi (bandiera) | D     | Tom Beugelsdijk  |
| 21 | Belgio (bandiera)      | P     | Robin Mantel     |
| 22 | Paesi Bassi (bandiera) | C     | Elmo Lieftink    |
| 23 | Marocco (bandiera)     | P     | Ahmed Azmi       |
| 24 | Paesi Bassi (bandiera) | C     | Dylan van Diepen |
| 25 | Paesi Bassi (bandiera) | C     | Eros Maddy       |
| 26 | Belgio (bandiera)      | A     | Chris Kalulika   |
| 27 | Paesi Bassi (bandiera) | D     | Mees Kreekels    |
| 28 | Paesi Bassi (bandiera) | C     | Tarik Essakkati  |
| 29 | Paesi Bassi (bandiera) | C     | Michael Chacón   |
| 30 | Paesi Bassi (bandiera) | D     | Gabriël Culhaci  |
| 33 | Belgio (bandiera)      | C     | Gaétan Bosiers   |

## Rosa 2021-2022
| N. |                        | Ruolo | Calciatore             |
| -- | ---------------------- | ----- | ---------------------- |
| 1  | Paesi Bassi (bandiera) | P     | Mike Havekotte         |
| 2  | Belgio (bandiera)      | D     | Ilias Breugelmans      |
| 3  | Belgio (bandiera)      | D     | Maxime De Bie          |
| 4  | Paesi Bassi (bandiera) | D     | Robin van der Meer     |
| 5  | Paesi Bassi (bandiera) | D     | Dean van der Sluys     |
| 6  | Belgio (bandiera)      | C     | Jarno Lion             |
| 7  | Paesi Bassi (bandiera) | C     | Keyennu Lont           |
| 8  | Belgio (bandiera)      | C     | Jellert van Landschoot |
| 10 | Belgio (bandiera)      | C     | Arno Van Keilegom      |
| 11 | Belgio (bandiera)      | C     | Jules Houttequiet      |
| 14 | Angola (bandiera)      | D     | Kevin Bukusu           |
| 15 | Paesi Bassi (bandiera) | C     | Sander Vereijken       |
| 16 | Paesi Bassi (bandiera) | C     | Thomas Beekman         |

| N. |                        | Ruolo | Calciatore          |
| -- | ---------------------- | ----- | ------------------- |
| 17 | Belgio (bandiera)      | D     | Bryan Van Hove      |
| 19 | Paesi Bassi (bandiera) | C     | Jelle Goselink      |
| 20 | Paesi Bassi (bandiera) | D     | Paul Fosu-Mensah    |
| 21 | Belgio (bandiera)      | P     | Robin Mantel        |
| 22 | Marocco (bandiera)     | P     | Ahmed Azmi          |
| 23 | Paesi Bassi (bandiera) | A     | Jessy Hendrikx      |
| 24 | Belgio (bandiera)      | C     | Dylan Seys          |
| 25 | Burundi (bandiera)     | A     | Amoros Nshimirimana |
| 26 | Belgio (bandiera)      | C     | Lucas Defise        |
| 27 | Paesi Bassi (bandiera) | C     | Aaron Bastiaans     |
| 33 | Belgio (bandiera)      | C     | Gaétan Bosiers      |
| 44 | Paesi Bassi (bandiera) | D     | Boyd Reith          |
|    | Paesi Bassi (bandiera) | D     | Tom Beugelsdijk     |

## Rosa 2020-2021
| N. |                        | Ruolo | Calciatore           |
| -- | ---------------------- | ----- | -------------------- |
| 1  | Paesi Bassi (bandiera) | P     | Stijn van Gassel     |
| 2  | Paesi Bassi (bandiera) | D     | Guus Joppen          |
| 3  | Belgio (bandiera)      | D     | Maxime De Bie        |
| 4  | Belgio (bandiera)      | D     | Alec Van Hoorenbeeck |
| 5  | Paesi Bassi (bandiera) | D     | Dean van der Sluys   |
| 6  | Paesi Bassi (bandiera) | C     | Jeff Stans           |
| 7  | Paesi Bassi (bandiera) | C     | Dani Theunissen      |
| 8  | Paesi Bassi (bandiera) | C     | Orhan Džepar         |
| 9  | Paesi Bassi (bandiera) | A     | Jordy Thomassen      |
| 10 | Marocco (bandiera)     | C     | Karim Loukili        |

| N. |                        | Ruolo | Calciatore        |
| -- | ---------------------- | ----- | ----------------- |
| 11 | Paesi Bassi (bandiera) | C     | Lance Duijvestijn |
| 12 | Belgio (bandiera)      | C     | Arno Van Keilegom |
| 14 | Paesi Bassi (bandiera) | C     | Kay van de Vorst  |
| 15 | Paesi Bassi (bandiera) | C     | Sander Vereijken  |
| 17 | Paesi Bassi (bandiera) | A     | Juul Respen       |
| 19 | Paesi Bassi (bandiera) | C     | Jelle Goselink    |
| 21 | Belgio (bandiera)      | P     | Robin Mantel      |
| 22 | Paesi Bassi (bandiera) | P     | Rowen Koot        |
| 33 | Belgio (bandiera)      | C     | Gaétan Bosiers    |
| 44 | Paesi Bassi (bandiera) | D     | Boyd Reith        |

## Rosa 2019-2020
| N. |                        | Ruolo | Calciatore       |
| -- | ---------------------- | ----- | ---------------- |
| 1  | Paesi Bassi (bandiera) | P     | Stijn van Gassel |
| 2  | Paesi Bassi (bandiera) | D     | Guus Joppen      |
| 3  | Paesi Bassi (bandiera) | D     | Ferry de Regt    |
| 4  | Paesi Bassi (bandiera) | D     | Nick de Louw     |
| 5  | Paesi Bassi (bandiera) | D     | Daan Klomp       |
| 6  | Belgio (bandiera)      | C     | Tibeau Swinnen   |
| 7  | Paesi Bassi (bandiera) | C     | Robert Mutzers   |
| 8  | Paesi Bassi (bandiera) | C     | Orhan Džepar     |
| 9  | Paesi Bassi (bandiera) | A     | Givan Werkhoven  |
| 10 | Paesi Bassi (bandiera) | C     | Dean Koolhof     |
| 11 | Paesi Bassi (bandiera) | C     | Bodi Brusselers  |
| 12 | Paesi Bassi (bandiera) | D     | Jeroen Verkennis |

| N. |                        | Ruolo | Calciatore        |
| -- | ---------------------- | ----- | ----------------- |
| 14 | Paesi Bassi (bandiera) | C     | Bram Zwanen       |
| 15 | Paesi Bassi (bandiera) | C     | Sander Vereijken  |
| 16 | Belgio (bandiera)      | D     | Joeri Poelmans    |
| 17 | Paesi Bassi (bandiera) | A     | Juul Respen       |
| 18 | Paesi Bassi (bandiera) | C     | Diego Snepvangers |
| 20 | Paesi Bassi (bandiera) | C     | Jeff Stans        |
| 21 | Paesi Bassi (bandiera) | P     | Stefan Tielemans  |
| 22 | Belgio (bandiera)      | P     | Senne Vits        |
| 23 | Paesi Bassi (bandiera) | D     | Jeffrey Neral     |
| 24 | Paesi Bassi (bandiera) | C     | Daan Ibrahim      |
| 25 | Paesi Bassi (bandiera) | C     | Kay van de Vorst  |

## Rosa 2018-2019
| N. |                        | Ruolo | Calciatore        |
| -- | ---------------------- | ----- | ----------------- |
| 1  | Paesi Bassi (bandiera) | P     | Stijn van Gassel  |
| 3  | Paesi Bassi (bandiera) | D     | Bart Meijers      |
| 4  | Paesi Bassi (bandiera) | D     | Ron Janzen        |
| 5  | Paesi Bassi (bandiera) | D     | Kjell Knops       |
| 6  | Paesi Bassi (bandiera) | C     | Steven Edwards    |
| 7  | Paesi Bassi (bandiera) | C     | Diego Snepvangers |
| 8  | Belgio (bandiera)      | C     | Tibeau Swinnen    |
| 9  | Belgio (bandiera)      | A     | Arne Naudts       |
| 10 | Paesi Bassi (bandiera) | C     | Robert Braber     |
| 11 | Paesi Bassi (bandiera) | C     | Dylan George      |
| 12 | Paesi Bassi (bandiera) | C     | Dean Koolhof      |
| 14 | Paesi Bassi (bandiera) | C     | Bram Zwanen       |
| 15 | Paesi Bassi (bandiera) | C     | Dylan de Braal    |

| N. |                        | Ruolo | Calciatore          |
| -- | ---------------------- | ----- | ------------------- |
| 16 | Belgio (bandiera)      | D     | Joeri Poelmans      |
| 17 | Paesi Bassi (bandiera) | A     | Daan Ibrahim        |
| 18 | Paesi Bassi (bandiera) | A     | Albian Muzaqi       |
| 19 | Curaçao (bandiera)     | D     | Maiky Fecunda       |
| 20 | Paesi Bassi (bandiera) | C     | Koen Wesdorp        |
| 21 | Paesi Bassi (bandiera) | P     | Stefan Tielemans    |
| 22 | Paesi Bassi (bandiera) | P     | Jamie Watt          |
| 23 | Haiti (bandiera)       | A     | Richelor Sprangers  |
| 24 | Paesi Bassi (bandiera) | C     | Jordan van der Gaag |
| 26 | Paesi Bassi (bandiera) | D     | Jeroen Verkennis    |
| 27 | Paesi Bassi (bandiera) | A     | Juul Respen         |
| 28 | Paesi Bassi (bandiera) | D     | Nick de Louw        |
| 29 | Paesi Bassi (bandiera) | D     | Dion van Horne      |

## Rosa 2017-2018
| N. |                        | Ruolo | Calciatore               |
| -- | ---------------------- | ----- | ------------------------ |
| 1  | Paesi Bassi (bandiera) | P     | Stijn van Gassel         |
| 2  | Paesi Bassi (bandiera) | D     | Robert van Koesveld      |
| 3  | Paesi Bassi (bandiera) | D     | Ron Janzen               |
| 4  | Paesi Bassi (bandiera) | D     | Stephen Warmolts         |
| 5  | Inghilterra (bandiera) | D     | Brandon Ormonde-Ottewill |
| 6  | Paesi Bassi (bandiera) | C     | Steven Edwards           |
| 7  | Paesi Bassi (bandiera) | C     | Giovanni Hiwat           |
| 8  | Belgio (bandiera)      | C     | Jason Bourdouxhe         |
| 9  | Paesi Bassi (bandiera) | A     | Arne Naudts              |
| 10 | Paesi Bassi (bandiera) | C     | Robert Braber            |
| 11 | Paesi Bassi (bandiera) | C     | Furhgill Zeldenrust      |
| 12 | Paesi Bassi (bandiera) | A     | Jordy Thomassen          |
| 14 | Paesi Bassi (bandiera) | C     | Grad Damen               |
| 15 | Paesi Bassi (bandiera) | D     | Dylan de Braal           |

| N. |                        | Ruolo | Calciatore          |
| -- | ---------------------- | ----- | ------------------- |
| 16 | Paesi Bassi (bandiera) | D     | Maikel Verkoelen    |
| 19 | Curaçao (bandiera)     | A     | Maiky Fecunda       |
| 20 | Paesi Bassi (bandiera) | C     | Nassim Amaarouk     |
| 21 | Paesi Bassi (bandiera) | P     | Joris van Gerwen    |
| 22 | Paesi Bassi (bandiera) | P     | Jamie Watt          |
| 23 | Paesi Bassi (bandiera) | A     | Joey Godee          |
| 25 | Paesi Bassi (bandiera) | C     | Marijn van Heugten  |
| 26 | Paesi Bassi (bandiera) | D     | Jeroen Verkennis    |
| 27 | Paesi Bassi (bandiera) | C     | Wietse van Lankveld |
| 28 | Paesi Bassi (bandiera) | D     | Nick de Louw        |
| 30 | Paesi Bassi (bandiera) | P     | Stefan Tielemans    |
| 32 | Paesi Bassi (bandiera) | C     | Bram Zwanen         |
| 36 | Curaçao (bandiera)     | C     | Charlton Vicento    |

## Rosa 2016-2017
| N. |                        | Ruolo | Calciatore          |
| -- | ---------------------- | ----- | ------------------- |
| 1  | Belgio (bandiera)      | P     | Ferhat Kaya         |
| 2  | Paesi Bassi (bandiera) | D     | Robert van Koesveld |
| 3  | Paesi Bassi (bandiera) | D     | Ron Janzen          |
| 4  | Paesi Bassi (bandiera) | D     | Stephen Warmolts    |
| 5  | Curaçao (bandiera)     | D     | Gillian Justiana    |
| 6  | Paesi Bassi (bandiera) | C     | Steven Edwards      |
| 7  | Paesi Bassi (bandiera) | C     | Giovanni Hiwat      |
| 8  | Belgio (bandiera)      | C     | Jason Bourdouxhe    |
| 9  | Paesi Bassi (bandiera) | C     | Robert Braber       |
| 10 | Paesi Bassi (bandiera) | C     | Marc Höcher         |
| 11 | Paesi Bassi (bandiera) | C     | Furhgill Zeldenrust |
| 12 | Paesi Bassi (bandiera) | A     | Jordy Thomassen     |
| 14 | Paesi Bassi (bandiera) | A     | Joey Godee          |
| 15 | Germania (bandiera)    | A     | Shpend Hasani       |

| N. |                        | Ruolo | Calciatore          |
| -- | ---------------------- | ----- | ------------------- |
| 16 | Paesi Bassi (bandiera) | D     | Maikel Verkoelen    |
| 17 | Belgio (bandiera)      | C     | Seppe Brulmans      |
| 18 | Paesi Bassi (bandiera) | C     | Sam Strijbosch      |
| 19 | Curaçao (bandiera)     | A     | Maiky Fecunda       |
| 20 | Paesi Bassi (bandiera) | A     | Teije ten Den       |
| 21 | Paesi Bassi (bandiera) | P     | Joris van Gerwen    |
| 22 | Paesi Bassi (bandiera) | P     | Stijn van Gassel    |
| 25 | Paesi Bassi (bandiera) | D     | Wietse van Lankveld |
| 26 | Paesi Bassi (bandiera) | D     | Jeroen Verkennis    |
| 28 | Paesi Bassi (bandiera) | C     | Marijn van Heugten  |
| 29 | Paesi Bassi (bandiera) | D     | Tim Rerimassie      |
| 30 | Paesi Bassi (bandiera) | P     | Stefan Tielemans    |
| 36 | Curaçao (bandiera)     | C     | Charlton Vicento    |
|    | Paesi Bassi (bandiera) | D     | Nick de Louw        |

## Rosa 2015-2016
| N. |                        | Ruolo | Calciatore           |
| -- | ---------------------- | ----- | -------------------- |
| 1  | Paesi Bassi (bandiera) | P     | Wouter van der Steen |
| 2  | Paesi Bassi (bandiera) | D     | Gévero Markiet       |
| 3  | Paesi Bassi (bandiera) | D     | Kai Heerings         |
| 4  | Paesi Bassi (bandiera) | D     | Jeffrey van Nuland   |
| 5  | Curaçao (bandiera)     | D     | Gillian Justiana     |
| 6  | Paesi Bassi (bandiera) | C     | Kevin Visser         |
| 7  | Paesi Bassi (bandiera) | C     | Steven Edwards       |
| 8  | Paesi Bassi (bandiera) | C     | Roel van de Sande    |
| 9  | Curaçao (bandiera)     | A     | Charlton Vicento     |
| 10 | Paesi Bassi (bandiera) | C     | Mounir El Allouchi   |
| 11 | Paesi Bassi (bandiera) | A     | Carlo de Reuver      |
| 12 | Paesi Bassi (bandiera) | C     | Marc Koot            |
| 14 | Paesi Bassi (bandiera) | D     | Stephen Warmolts     |
| 15 | Paesi Bassi (bandiera) | C     | Gyrano Kerk          |

| N. |                        | Ruolo | Calciatore          |
| -- | ---------------------- | ----- | ------------------- |
| 16 | Paesi Bassi (bandiera) | A     | Thomas Schilders    |
| 17 | Paesi Bassi (bandiera) | C     | Arne van Geffen     |
| 18 | Paesi Bassi (bandiera) | C     | Sam Strijbosch      |
| 19 | Curaçao (bandiera)     | A     | Maiky Fecunda       |
| 20 | Paesi Bassi (bandiera) | D     | Sven van de Kerkhof |
| 22 | Paesi Bassi (bandiera) | P     | Jamie Watt          |
| 24 | Paesi Bassi (bandiera) | D     | Yannick Cortie      |
| 25 | Paesi Bassi (bandiera) | D     | Wietse van Lankveld |
| 26 | Paesi Bassi (bandiera) | A     | Joost van Heck      |
| 27 | Paesi Bassi (bandiera) | C     | Vincent Bogaerts    |
| 28 | Paesi Bassi (bandiera) | C     | Marijn van Heugten  |
| 29 | Paesi Bassi (bandiera) | D     | Tim Rerimassie      |
| 30 | Paesi Bassi (bandiera) | P     | Stijn van Gassel    |
|    | Paesi Bassi (bandiera) | D     | Jeroen Verkennis    |

## Rosa 2014-2015
| N. |                        | Ruolo | Calciatore           |
| -- | ---------------------- | ----- | -------------------- |
| 1  | Paesi Bassi (bandiera) | P     | Wouter van der Steen |
| 2  | Stati Uniti (bandiera) | D     | Charles Kazlauskas   |
| 3  | Paesi Bassi (bandiera) | D     | Ferry de Regt        |
| 4  | Paesi Bassi (bandiera) | D     | Jeffrey van Nuland   |
| 5  | Curaçao (bandiera)     | D     | Gillian Justiana     |
| 6  | Paesi Bassi (bandiera) | C     | Kevin Visser         |
| 7  | Paesi Bassi (bandiera) | C     | Juanito Sequeira     |
| 8  | Belgio (bandiera)      | C     | Daniel Guijo-Velasco |
| 9  | Paesi Bassi (bandiera) | A     | Jack Tuyp            |
| 10 | Belgio (bandiera)      | A     | Oumar Diouck         |
| 11 | Paesi Bassi (bandiera) | A     | Stanley Elbers       |
| 12 | Paesi Bassi (bandiera) | A     | Marc Koot            |
| 14 | Paesi Bassi (bandiera) | C     | Roel van de Sande    |

| N. |                        | Ruolo | Calciatore          |
| -- | ---------------------- | ----- | ------------------- |
| 15 | Paesi Bassi (bandiera) | D     | Kevin Gomez-Nieto   |
| 17 | Paesi Bassi (bandiera) | C     | Arne van Geffen     |
| 18 | Belgio (bandiera)      | D     | Koen Weuts          |
| 19 | Curaçao (bandiera)     | A     | Maiky Fecunda       |
| 20 | Paesi Bassi (bandiera) | D     | Sven van de Kerkhof |
| 22 | Paesi Bassi (bandiera) | P     | Jamie Watt          |
| 23 | Paesi Bassi (bandiera) | A     | Lars Hutten         |
| 27 | Paesi Bassi (bandiera) | D     | Martijn Henst       |
| 28 | Paesi Bassi (bandiera) | A     | Sam Strijbosch      |
| 29 | Paesi Bassi (bandiera) | C     | Colin van Gool      |
| 30 | Paesi Bassi (bandiera) | P     | Stijn van Gassel    |
| 31 | Paesi Bassi (bandiera) | A     | Marciano Duda       |

## Rosa 2008-2009
| N. |                        | Ruolo | Calciatore          |
| -- | ---------------------- | ----- | ------------------- |
| 1  | Paesi Bassi (bandiera) | P     | Robert van Westerop |
| 2  | Belgio (bandiera)      | D     | Sidney Lammens      |
| 3  | Paesi Bassi (bandiera) | D     | René Paardekooper   |
| 4  | Paesi Bassi (bandiera) | D     | Peter Uneken        |
| 5  | Paesi Bassi (bandiera) | D     | Hesdey Suart        |
|    | Paesi Bassi (bandiera) | D     | Sjoerd Winkens      |
| 6  | Paesi Bassi (bandiera) | C     | Ilja van Leerdam    |
| 7  | Paesi Bassi (bandiera) | C     | Joost Habraken      |
| 8  | Paesi Bassi (bandiera) | D     | Ronald Hikspoors    |
| 9  | Paesi Bassi (bandiera) | A     | Dirk Jan Derksen    |
| 10 | Paesi Bassi (bandiera) | C     | Sjaak Lettinga      |
| 11 | Paesi Bassi (bandiera) | A     | Youssef Chida       |
| 12 | Paesi Bassi (bandiera) | D     | Guus Joppen         |
| 14 | Paesi Bassi (bandiera) | D     | Ruud Jansen         |

| N. |                        | Ruolo | Calciatore           |
| -- | ---------------------- | ----- | -------------------- |
| 15 | Paesi Bassi (bandiera) | A     | Bram Poell           |
| 16 | Brasile (bandiera)     | C     | Bruno David Roma     |
| 17 | Belgio (bandiera)      | C     | Daniel Guijo-Velasco |
| 18 | Belgio (bandiera)      | D     | Jelle De Bock        |
| 19 | Brasile (bandiera)     | A     | Bruno Andrade        |
| 20 | Paesi Bassi (bandiera) | P     | Remond Strijbosch    |
| 21 | Paesi Bassi (bandiera) | P     | Roy Driessen         |
| 22 | Ghana (bandiera)       | C     | Ritchie-Sam Anpong   |
| 23 | Paesi Bassi (bandiera) | A     | Mart van de Gevel    |
| 24 | Paesi Bassi (bandiera) | A     | Nyron Wau            |
| 25 | Paesi Bassi (bandiera) | A     | Marc Höcher          |
| 26 | Aruba (bandiera)       | A     | Renell Luydens       |
| -  | Paesi Bassi (bandiera) | A     | Stanley Elbers       |

## Palmarès

### Competizioni nazionali
- Eerste Divisie: 1

1981-1982

### Altri piazzamenti
- Coppa dei Paesi Bassi:

Finalista: 1934-1935, 1984-1985
Semifinalista: 1996-1997
- Eerste Divisie:

Terzo posto: 2002-2003, 2010-2011

## Precedenti allenatori
- Jan Brouwer (1983–86)
- Jo Jansen (1986–87)
- Theo Laseroms (1987–88)
- Dick Buitelaar (1988–89)
- Frans Körver (1989–92)
- Adrie Koster (1993–95)
- Louis Coolen (1996-01)

- Mario Verlijsdonk (2001–02)
- Jan van Dijk (2002–04)
- Ruud Brood (2004–06)
- Gerald Vanenburg (2006–07)
- Jan Poortvliet (2007–08)
- Jurgen Streppel (2008–11)
- Hans de Koning (2011–12)

- Eric Meijers (2012–13)
- Mario Verlijsdonk (2013–14)
- Jan van Dijk (2013-2016)
- Roy Hendriksen (2016-2018)
- Rob Alflen (2018-2019)
- Wil Boessen (2019-)